# Radiografisch bestuurde auto

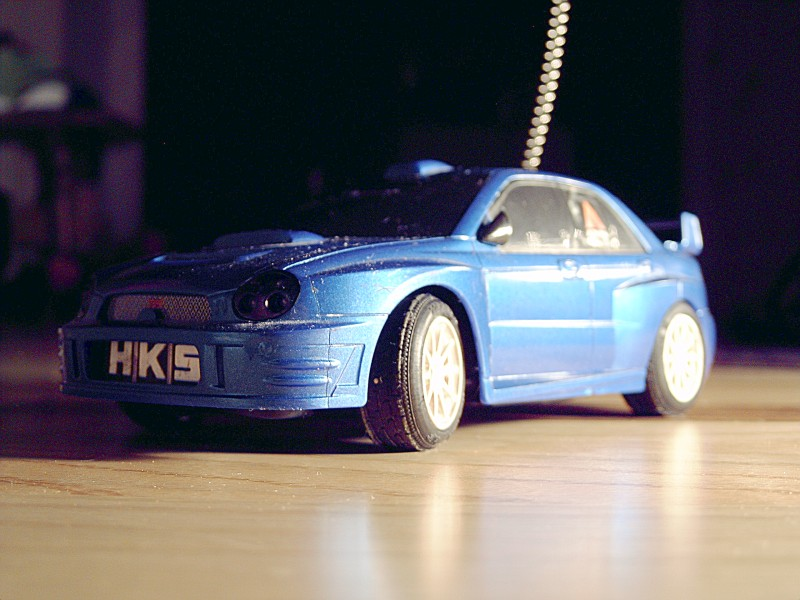
Een radiografisch bestuurde auto

Een radiografisch bestuurde auto is een modelauto waarvan de functies via een radiozender op afstand kunnen worden bediend. Deze modelauto wordt ook RC-auto ("radio controlled") genoemd.
RC-auto's zijn te onderscheiden in twee categorieën, namelijk: RC-elektroauto's en RC-brandstofauto's.
Bij elke RC-auto, onafhankelijk van het type, is een zenderset nodig, die een ontvanger, een zender en, afhankelijk van het type, één of meer servomotoren bevat. Deze zijn vereist om de auto te besturen.

## Overeenkomsten
Hedendaagse modelauto's bereiken dezelfde snelheid, zowel elektro- als brandstofmodellen kunnen snelheden van boven de 100 km/u bereiken. De snelste klasse bij de elektromodellen is de modifiedklasse, bij de brandstofauto's is dit de 1:8 on-roadklasse. Uiteraard moet men bij een vergelijking wel uitgaan van de beste materialen, nieuwste technieken en de beste rijders. In dat geval zijn er relatief veel overeenkomsten tussen de elektro- en de brandstofauto's. Snelheid, rijtijd en kosten zijn allemaal met elkaar vergelijkbaar.

## Elektrische modelauto's
Het is mogelijk om een mechanische motorregelaar of een digitale motorregelaar te kiezen. Een mechanische regelaar wordt aangestuurd door een servomotor die een schuifweerstand verschuift, waardoor de stroomsterkte door de motor geregeld kan worden. Mechanische regelaars zijn meer solide dan digitale regelaars, doordat zij minder kwetsbare componenten bevatten. Veel mechanische regelaars zijn echter niet voorzien van een achteruit, en er kan slechts een beperkt aantal typen motor op deze regelaars worden aangesloten. Bovendien kunnen de draaiende onderdelen slijten en moet een mechanische regelaar na elke rit nagekeken worden, waar bij een digitale regelaar alleen maar gecontroleerd hoeft te worden of de printplaat al dan niet oververhit raakt. Digitale regelaars bevatten een chip en worden net als servo's direct op de ontvanger aangesloten, waardoor het schakelsysteem minder uitgebreid hoeft te zijn. Bovendien is het mogelijk een regelaar met achteruit te kopen, wat de auto makkelijker te besturen maakt, doordat men dan bij een botsing niet naar de auto hoeft te lopen om hem weer om te draaien. Deze regelaars verlagen echter wel de topsnelheid. Bovendien is er maar een beperkt aantal motoren op deze regelaars aan te sluiten, die bovendien minder snel en sterk zijn dan de motoren die op een gewone regelaar aan te sluiten zijn.
Een elektrisch aangedreven auto wordt aangestuurd door een accu van meestal 7,2 volt, hoewel dit bij speelgoedauto's meestal 9 volt is. Deze accu geeft een spanning door aan de motor, de stuurservo en de ontvanger, waardoor de ontvanger signalen van de zender kan ontvangen en versterken. Daarna worden deze signalen omgezet in een signaal naar de motorregelaar of stuurservo.
De kracht van de motor kan op verschillende manieren overgebracht worden op de wielen, namelijk via een riem die om twee tandwielen gespannen wordt tussen de voor- en de achterkant van de auto, of door een cardanaandrijving, waarbij er een as tussen de voor- en achterkant zit bevestigd. Deze aandrijfmethoden zorgen ervoor dat alle wielen aangestuurd worden, zodat vierwielaangedreven auto's ontstaan. Verreweg de meeste auto's zijn uitgerust met vierwielaandrijving, of bevatten de mogelijkheid om omgebouwd te worden voor vierwielaandrijving, omdat gebleken is dat vierwielaandrijving de meeste grip op verschillende wegdekken biedt. Zeker bij zo'n kleine auto is het goed merkbaar dat grip en ondergrond een grote invloed hebben. Daarom is meer grip bijna altijd beter. Als er weinig grip is, gaat de auto slippen bij bochten, wegrijden met vol gas en remmen. Bij tweewielaandrijving treedt onderstuur of overstuur op, afhankelijk van de aangedreven wielen. Bij sommige speelgoedauto's die in de buurt van echte RC-auto's komen, is het goed merkbaar dat er bijna geen grip aanwezig is, doordat zij vaak tweewielaangedreven zijn en vaak ook banden met weinig profiel hebben.
Elektromotoren zijn beschikbaar in twee varianten: borstelloze elektromotoren en elektromotoren met borstels. De borstelloze variant zijn oorspronkelijk ontwikkeld voor modelvliegtuigen en hebben een bijbehorende regelaar nodig. Ze hebben aanmerkelijk meer koppel en een hoger toerental dan de traditionele motoren met koolborstels.

## Brandstofmodelauto's

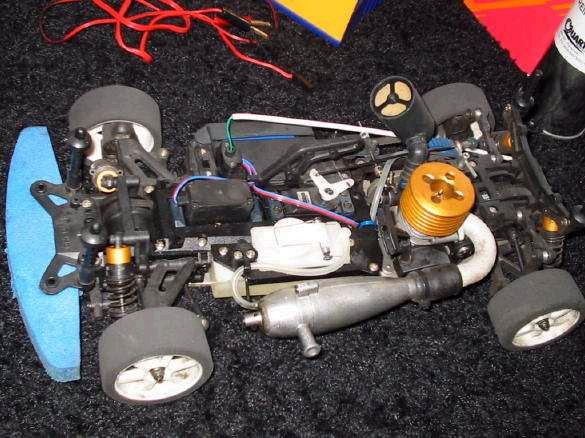
Brandstof modelauto

Voor brandstofmodelauto's worden twee soorten brandstof gebruikt, namelijk nitromethaan of benzine.
Nitromethaan bestaat uit een mengsel van alcohol, speciale olie voor de smering van de bewegende delen en diverse toevoegingen die vervuilen en oxidatie van de motor voorkomen. Ook is nitro toegevoegd aan de brandstof. Door meer nitro aan de brandstof toe te voegen, kan de prestatie van de motor opgeschroefd worden en de temperatuur beter in bedwang worden gehouden. Wel is nitromethaan met een hoger nitropercentage duurder.
Auto's op nitro zijn veel gevoeliger (in gebruik en afstelling).
Deze zijn vaak kleiner en bestaan in verschillende maten, namelijk 1:18, 1:16, 1:12, 1:10, 1:8 en 1:6.
Deze zijn vaak goedkoper in aanschaf en worden net als alle andere zaken goedkoop nagemaakt.
Op wedstrijdniveau zijn de wagens al snel meer dan 1500 euro waard.
Auto's op benzine (euro 95) zijn groter: 1:6, 1:5 en 1:4.
Deze motoren zijn veel groter, tussen de 23 en 30 cc, terwijl een auto op nitro tussen de 2 en 7,5 cc kan hebben, al hebben de meeste 2,5cc- en 4,6cc-motoren. Binnenkort komen de eerste 8cc-benzinemotoren op de markt voor een aantal 1/8-modellen.
De benzineauto's zijn zuiniger. Zij kunnen op een volle tank tot wel 45 minuten rijden tegen ongeveer 12 minuten voor een nitroauto.
De motoren zijn minder gevoelig wanneer je ze afstelt. Maar een auto op "benzine" aanschaffen is relatief duur.

### Voordelen
- Realistisch geluid.
- Makkelijk op te voeren, door een andere uitlaat te plaatsen of brandstof met een hoger nitropercentage te gebruiken.

### Nadelen
- Brandstof kost geld. Een dagje rijden met een auto op nitro kan al snel 10 tot 20 euro kosten.
- Technische kennis is wel vereist. Men moet het motortje kunnen afstellen in verschillende weers- of terreinomstandigheden.
- (Mogelijke) geluidsoverlast.
- Brandstof is beperkt houdbaar.
- Kans op interferentie.
- Het tankje is vrij klein en moet (bij de nitromodellen) na 7 tot 12 minuten weer worden bijgevuld.
- Brandstofmotoren hebben een kortere levensduur.
- Nieuwe motoren of onderdelen zijn relatief duur.
- Mogelijke rook- en/of stankoverlast.